# Râle de Californie
Rallus obsoletus
Espèce
Statut de conservation UICN

 NT  : Quasi menacé
Le Râle de Californie (Rallus obsoletus) est une espèce d'oiseaux de la famille des Rallidae, jadis regroupé en une seule et même espèce avec le Râle gris (R. longirostris) et le Râle tapageur (Rallus crepitans).

## Répartition
Cet oiseau fréquente le littoral de Californie, de Basse-Californie et de la baie de Magdalena.

## Taxinomie
Selon le Congrès ornithologique international (version 5.1, 2015) et Alan P. Peterson il existe quatre sous-espèces :
- R. o. obsoletus Ridgway, 1874 ;
- R. o. levipes Bangs, 1899 ;
- R. o. yumanensis Dickey, 1923 ;
- R. o. beldingi Ridgway, 1882.